# Kristotomus planiceps
Kristotomus planiceps là một loài tò vò trong họ Ichneumonidae.